# Arrhopalites aggtelekiensis
Arrhopalites aggtelekiensis is een springstaartensoort uit de familie van de Arrhopalitidae. De wetenschappelijke naam van de soort is voor het eerst geldig gepubliceerd in 1929 door Stach.